# Duisburger Versorgungs- und Verkehrsgesellschaft
Die Duisburger Versorgungs- und Verkehrsgesellschaft mbH (DVV) ist ein Multidienstleistungskonzern in den Bereichen Versorgung, Mobilität, IT & Telekommunikation und Services. Zur DVV gehören über 30 Gesellschaften wie die Stadtwerke Duisburg AG, die Netze Duisburg GmbH, die Duisburger Verkehrsgesellschaft AG (DVG) und die octeo Multiservices GmbH. Alleiniger Gesellschafter der DVV ist die Stadt Duisburg.

## Geschäftsführung
Der Konzern wird durch drei Geschäftsführer geleitet:
- Vorsitzender der Geschäftsführung: Marcus Wittig (Finanzen)
- Personal- und Sozialwesen: Axel Prasch
- Recht, Informationstechnologie, Telekommunikation und Datenschutz: Marcus Vunic

## Aufsichtsrat
- Vorsitzender: Sören Link, Oberbürgermeister
- Stellvertretender Vorsitzender: Holger Roth

## Gesellschaften
Ausgewählte Konzerngesellschaften und ihre Funktionen:
- Stadtwerke Duisburg AG
  - Energiedienstleister
  - Produkte lokal: Strom, Gas, Wasser, Fernwärme
  - Produkte bundesweit: Strom, Gas (über 100%ige Internet-Vertriebstöchter R(H)EINPOWER (seit Oktober 2009) und energieGUT (seit Juli 2012))
- Netze Duisburg GmbH
  - Verteilnetzbetreiber im Duisburger Stadtgebiet
- Duisburger Verkehrsgesellschaft AG (DVG)
  - Öffentlicher Personennahverkehr
- octeo MULTISERVICES GmbH
  - Reinigungsdienstleistungen
  - Personaldienstleistungen
  - Sicherheitsservice und Ordnungsdienste (unter anderem Kommunaler Ordnungsdienst im ÖPNV für die DVG)
- DU-IT – Gesellschaft für Informationstechnologie Duisburg mbH
  - IT-Beratung und -Dienstleistungen
- Stadtwerke Duisburg Metering GmbH
  - Wärmedienstleistungen
- DCC – Duisburg CityCom GmbH
  - Vermarktung von Lichtwellenleiternetzen (FTTx) in Duisburg

Ehemalige Gesellschaften:
- Service- und Reinigungsgesellschaft Duisburg mbH (SRD) > jetzt octeo
- Werkstatt und Fuhrpark Duisburg GmbH (WFD) > jetzt vectio
- Kaufmännische Dienste Duisburg (KDD) > jetzt admito
- Personal-Service Duisburg (PSD) > jetzt admito